# 沙璧
沙璧（1449年—？），字廷玉，河南汝寧府光州商城縣人，軍籍，明朝政治人物。進士出身。

## 生平
早年出身縣學生，成化十三年（1477）丁酉科河南鄉試举人。成化十四年（1478年）聯捷進士。歷官户部郎中，出爲四川左参议，升广东参政。

## 家族
曾祖沙成黼。祖父沙仲海。父沙敏。母馮氏。兄沙舉。娶沈氏。